# 팔로마 마미
팔로마 마미(Paloma Mami, 1999년 11월 11일 ~ )는 미국의 가수이다.

## 음반 목록
- Sueños de Dalí  (2021)